# Pallywood
Pallywood (Kofferwort aus Palestine und Hollywood) ist ein im Zusammenhang mit dem Nahostkonflikt als politisches Schlagwort verwendeter Begriff. Er entstand nach der Tötung von Muhammad al-Durrah im Jahr 2000 während der Zweiten Intifada, als die Echtheit fotografischer Beweise infrage gestellt wurde. Der Begriff wird von einigen genutzt, um die Behauptung zu beschreiben, dass Palästinenser gestellte Szenen inszenieren, um israelische Gewalt übertrieben oder verfälscht darzustellen. Kritiker wiederum sehen darin eine Strategie, um die Glaubwürdigkeit palästinensischer Berichterstattung infrage zu stellen und Videos von israelischer Gewalt oder palästinensischem Leid pauschal als Fälschung abzutun. Während des Israel-Hamas-Krieges wurde der Begriff in Debatten genutzt, um Medienberichte aus der Region entweder als Propaganda zu kritisieren oder als Strategie zur Diskreditierung palästinensischer Opfer darzustellen. Einige Autoren bezeichnen den Begriff als Verschwörungstheorie, während andere ihn als Hinweis auf gezielte Medienmanipulation interpretieren.

## Bildungsweise und Entstehung des Ausdrucks „Pallywood“
Pallywood ist ein Kofferwort nach dem Vorbild von Bollywood (= Bombay × Hollywood). Ihr zweiter Bestandteil -llywood ist abgeleitet aus Hollywood, ihr Wortanfang Pa- hingegen aus Palestine „Palästina“ oder auch aus Pally/Pallie, einer umgangssprachlichen, auch ethnophaulistisch gebrauchten Verkleinerungs- und Koseform von Palestinian „Palästinenser“.
Das Wort ist schon 2002 durch einen Usenet-Beitrag belegt. Weite Verbreitung erlangte es durch die 2005 online veröffentlichte 18-minütige Dokumentation des US-amerikanischen Historikers und jüdischen Israel-Aktivisten Richard Landes und durch die Verwendung in den Foto-Kontroversen im Libanonkrieg 2006, in denen auch die vergleichsweise seltener verwendete Analogbildung Hizbollywood geprägt wurde.
Seit Landes’ Dokumentation veröffentlicht wurde, benutzten die Medien den Ausdruck häufiger. Der israelische Nachrichtensender Arutz Sheva behauptete 2006, das Wort „Pallywood“ sei ein üblicher Ausdruck geworden, genauso wie „Infotainment“, um die Medienberichterstattung des arabisch-israelischen Konflikts darzustellen. Das Mackenzie Institute for the Study of Terrorism, Revolution and Propaganda, ein regierungsunabhängiger, kanadischer Thinktank, schrieb, dass unter Beachtung „einer langen Geschichte von Kamera-Inszenierungen […] der zynische Name ‚Pallywood‘ von Journalisten verständlich wird, die einst durch die palästinensischen Nachrichtenagenturen betrogen wurden.“

## Der Film von Landes und der Fall al-Durrah

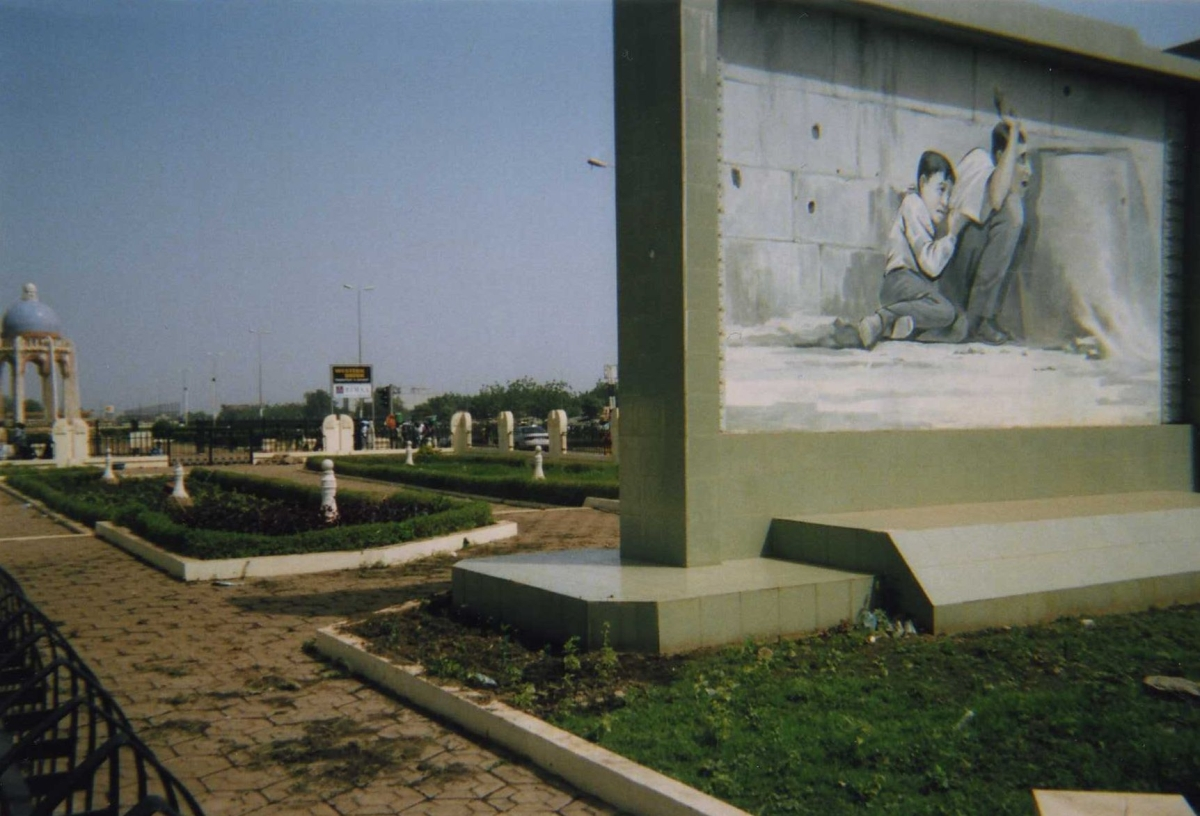
Darstellung der ikonischen Szene in der Avenue Al Qoods (Jerusalem) in Mali

Im Film Pallywood und weiteren Videos und Texten erhebt Landes anhand von Filmmaterial, das von palästinensischen Kameraleuten und UAVs der israelischen Armee stammt, den Vorwurf, die Berichterstattung werde von palästinensischer Seite systematisch manipuliert, und westliche Fernsehsender verwendeten palästinensisches Material zu unkritisch. Dies sei schon seit dem Libanonkrieg 1982 zu beobachten. Unter anderem bezieht er sich – als besonders folgenreiches Beispiel – auf den Fall des palästinensischen Jungen Muhammad al-Durrah, über dessen angebliche Tötung in den Armen seines Vaters durch israelische Soldaten im Gazastreifen am 30. September 2000, zu Beginn der Al-Aqsa Intifada, weltweit berichtet wurde.
Bei dem Fall waren am zweiten Tag der Intifada 2000 an einer Straßenkreuzung südöstlich der damals noch bestehenden jüdischen Siedlung Netzarim mit einem israelischen Wachtposten in Gaza einen Tag lang Fernsehteams in Erwartung konfliktträchtiger Bilder aufgezogen gewesen. Es kam am Nachmittag zu einer Attacke auf den Posten und in dem Zusammenhang auch zu Schusswechseln. Die anschließend gezeigte Krankenhausaufnahme und Beerdigung eines toten Jungen passen allerdings weder zeitlich noch von den Verwundungen her zusammen. Die vom palästinensischen Kameramann Talal Abu Rahme an der Kreuzung gedrehten Aufnahmen wurden von dem israelisch-französischen Journalisten Charles Enderlin mit anderen Aufnahmen zusammengeschnitten, kommentiert und vom französischen Sender France 2 in Kombination am selben Abend ausgestrahlt. Sie hatten scharfe Kritik am Vorgehen der israelischen Streitkräfte zur Folge. Die Bildfolge wurde zur Schulung und Motivation von Selbstmordattentätern verwendet, auf Briefmarken und Wandbildern verwendet. Sie war unter anderem bei einem Video von Osama bin Laden zu sehen und wurde bei der Ermordung des US-Journalisten Daniel Pearl von dessen Mördern im Hintergrund abgespielt.
Richard Landes stellt die Authentizität des Filmmaterials in Frage. Der Vorfall sei von palästinensischer Seite inszeniert worden. Er bezweifelt, dass Muhammad al-Durrah überhaupt erschossen wurde. Die entsprechenden Zweifel wurden in anderen Medien ebenso thematisiert, nachdem sich zunächst das israelische Militär verantwortlich bekannt hatte. Die Mordthese wurde zunehmend in Frage gestellt.

### Folgen
Am 2. Oktober 2007 erklärte das Büro des israelischen Premierministers Ehud Olmert, die für die zweite Intifada symbolkräftigen Bilder des Jungen mit seinem Vater seien zum Schaden des Staates Israel „offensichtlich inszeniert“ worden. Der palästinensische Kameramann, der die Aufnahmen für France 2 gemacht hatte, blieb bei seiner Darstellung. Eine von einer israelischen Untersuchungskommission durchgeführte Videoanalyse kommt zum Ergebnis, Muhammad al-Durrah könne nicht von israelischen Kugeln getroffen worden sein. Möglicherweise sei er sogar noch am Leben. Enderlin selbst war nicht vor Ort gewesen.
Der französische Politiker Philippe Karsenty hat zehn Jahre lang Prozesse gegen France 2 und Charles Enderlin über mehrere Instanzen geführt. Dabei wurden weitere Minuten Film aus angeblich etwa 40 Minuten Rohmaterial freigegeben. Laut Karsenty und anderen hebt der vermeintlich tote al-Durrah seine Hand noch nach der Stelle, an der Enderlin vom Tod des Jungen spricht, um nicht von der Sonne geblendet zu werden. Am Boden sei kein Blut zu sehen, und der „Blutfleck“ am Bein stelle sich als rotes Taschentuch heraus. In die Auseinandersetzung um die Bilder wurden in der extremen Variante Aspekte der klassischen Ritualmordlegende aufgenommen, von israelischer Seite hingegen unterstellt, die Palästinenser wären für Propagandazwecke bereit, ihre eigenen Kinder zu erschießen.
2004 erlaubte France 2 drei bekannten Journalisten, Denis Jeambar, Daniel Leconte und Luc Rosenzweig das Rohmaterial zu sichten. Etwa die Hälfte der Aufnahmen bestehe laut Jeambar und Leconte in vorgeblichen Verletzungen und Tot-Umfallen von kriegsspielenden jungen Palästinensern vor der Kamera, die danach wieder munter aufstünden. Umstritten war, ob auch die Szene mit al-Durrah zu den gespielten Szenen gehörte oder eine wirkliche Schießerei zeigte. Hinweise auf den tatsächlichen Tod des Jungen seien darin keineswegs gegeben. Esther Schapira verweist auf etliche „For-Camera-Only“-Szenen, die als Ausschnitte nur für geübte Beobachter als solche zu erkennen sind. „For Camera Only“ nennen die israelischen Soldaten es, wenn Demonstranten etwa als Verletzte posieren und von Krankenwagen abgeholt werden, nur um kurz darauf wieder unverletzt aufzutreten.
In einem Prozess vor einem Pariser Berufungsgericht wurde 2008 die Aussage von Karsenty, es handele sich bei dem Bericht von France 2 um eine gestellte Inszenierung, für eine Aussage befunden, die im Rahmen der freien Meinungsäußerung keinen Straftatbestand darstellt. Das Gericht bezog sich ausdrücklich auf Landes’ Stellungnahme in seinem Film Pallywood, äußerte Verständnis für die Zweifel an der Glaubwürdigkeit des Kameramanns und sprach, entgegen der Vorinstanz, Karsenty vom Vorwurf strafwürdiger Verleumdung frei. 2012 entschied der Obersten Gerichtshof, die Freigabe des Rohmaterials sei nicht Rechtens gewesen und verwies zurück an das Berufungsgericht. Im Juni 2010 gewann Karsenty eine Verleumdungsklage gegen Canal+ und die Agentur Tac Press, die in einer 2008 ausgestrahlten Dokumentation seine Zweifel am Fall al-Durrah mit Verschwörungstheorien zum 11. September 2001 verglichen hatten.
Am 26. Juni 2013 verurteilte ein Berufungsgericht Philippe Karsenty wegen Verleumdung des Journalisten Charles Enderlin und des TV-Senders France2 zu einer Strafe von 7.000,- Euro.
Esther Schapira drehte zwei Dokumentarfilme zu dem Thema, so die preisgekrönte ARD-Dokumentation Drei Kugeln und ein totes Kind – Wer erschoss Mohammed al Durah? im Jahr 2002 sowie Das Kind, Der Tod und die Wahrheit.
In Das Kind, der Tod und die Wahrheit (Anspielung auf Der Müll, die Stadt und der Tod) beziehen sich Schapira und Georg M. Hafner auf zeitliche Unstimmigkeiten – die Schießerei begann um die Mittagszeit, die Einlieferung eines toten Jungen in das Krankenhaus fand bereits am Vormittag statt, der Vater wäre keineswegs verletzt gewesen – und nehmen daher an, der betreffende Junge wäre nicht Muhammad al Durah gewesen. France 2 drohte daraufhin die Zusammenarbeit mit der ARD zu beenden.
In dem Zusammenhang kam es auch zu einer Verleumdungsklage des Vaters von al-Durah gegen ein 2008 gedrucktes Interview mit dem israelischen Chirurgen, David Yehuda. Yehuda hatte die vom Vater al-Durahs mehrmals in Medienberichten vorgezeigten Narben auf eine Attacke durch Angehörige der Hamas 1994 zurückgeführt, die ihn als angeblichen Kollaborateur mit Israel angegriffen hatten. Yehuda hatte ihn in dem Zusammenhang operiert. In zweiter Instanz wurde die Verleumdungsklage vor einem französischen Gericht zurückgewiesen.
Dirk Maxeiner nahm die Vorgänge zum Anlass für eine Glosse unter dem Titel BKA, Beirut, Babelsberg. Esther Schapira beschrieb die Rekonstruktion unter anderem in der Jüdischen Allgemeine unter dem Titel Made in Pallywood. Der Begriff wurde ebenso von konservativen Kommentatoren wie David Frum, Michelle Malkin und Melanie Phillips verwendet.

## Umfeld und Nachwirken
Pallywood hat sich seither als fester Begriff in den Internetforen und politischen Debatten des Nahostkonfliktes und in Veröffentlichungen zur medialen Darstellung dieses Konflikts etabliert.
Die proisraelische Lobbyorganisation Committee for Accuracy in Middle East Reporting in America (CAMERA)
sieht vier verschiedene Arten von irreführendem Fotojournalismus:
1. Nachbearbeitung der digitalen Bilder durch eine Bildbearbeitungssoftware;
2. Bilder der gestellten Szenen wurden so präsentiert, als ob sie spontan entstanden wären und von authentischen Ereignissen stammten;
3. Fotografen inszenierten selbst Szenen oder sich bewegende Objekte;
4. Authentische Bilder wurden mit falschen oder irreführenden Bildunterschriften versehen.[45][46][47][48]

Ein vergleichbarer Fall wird beim vielfach gezeigten Bild des amerikanischen Studenten Tuvia Grossman konstatiert. Der zunächst bei AP und der französischen Libération verwendeten Bildunterschrift zufolge war ein misshandelter Palästinenser von einem israelischen Polizisten bedroht worden, tatsächlich hatte dieser den von einem arabischen Mob misshandelten Haredi vor weiterer Gewalt geschützt.
Nach der von Landes aufgestellten These würden palästinensische Kameraleute insbesondere dann, wenn keine westlichen Zeugen vor Ort seien, systematisch Gewaltszenen nachstellen, um die Zuschauer zugunsten der Palästinenser zu beeinflussen und um den „Medienkrieg“ zwischen Israel und den Palästinensern zu gewinnen.
2003 wurde in Frankreich Décryptage, ein Dokumentarfilm von Jacques Tarnero und Philippe Bensoussan, ebenso zu der verfälschenden Berichterstattung im Nahostkonflikt gedreht.
Der italienische Fotograf Ruben Salvadori hat sich bei seinem Projekt Behind the Scenes eingehend mit gestellten Bildern im Nahostkonflikt beschäftigt.

## Verwendung im Krieg in Israel und Gaza 2023
Der Begriff „Pallywood“ erfuhr mit dem Krieg in Israel und Gaza im Oktober 2023 neue Aufmerksamkeit. In sozialen Medien und teils von der etablierten Presse wurden Fotos und Videos verbreitet, die vermeintlich von der Hamas gestellte Szenen zeigen sollen, sich nach einer Überprüfung jedoch als echt herausgestellt hatten. So wurde der in Gaza lebende Influencer Saleh Al-Jafarawi („Gaza Joe“) als „Crisis actor“ verleumdet und in abwertender Weise als „Mr. FAFO“ bezeichnet. So wurde der Vorwurf fabriziert, dass Al-Jafarawi sich als schwerstverletzter Mann im Krankenhaus ausgegeben habe. Tatsächlich jedoch handelte es sich bei dem Patienten um eine gänzlich andere Person mit ähnlichem Erscheinungsbild. Solche Falschmeldungen wurden unter anderem von offiziellen Konten staatlicher Stellen und von hochrangigen israelischen Funktionsträgern in den sozialen Medien verbreitet.
Am 9. März 2025 berichtete die Jerusalem Post, dass der Meta-Konzern Salah Al-Jafarawis Social-Media-Konten gesperrt habe. Im Januar 2025 habe Al-Jafarawi ein Foto von sich gepostet, auf dem er auf der Couch sitzen zu sehen war, auf der Yahya Sinwar zu Tode kam. Kontosperrungen prominenter palästinensischer Vertreter und reichweitenstarker Kanäle pro-palästinensischer Stimmen waren in der Vergangenheit von Nichtregierungsorganisationen wie Human Rights Watch oder Netzpolitik.org verurteilt worden.
Die Nichtregierungsorganisation Airwars führt eine Datenbank mit namentlich bekannten Opfern des Krieges im Gaza-Streifen. Die Liste umfasst Daten zu 4.548 Kleinkindern (bis 3 Jahre). Trotz der außergewöhnlich hohen Zahl bestätigter Todesopfer behaupteten staatliche israelische Stellen, dass Fotos von getöteten palästinensischen Kindern in Wirklichkeit Puppen zeigen würden. Diese Behauptungen konnten durch Untersuchungen widerlegt werden.